# Массо, Альфред
Альфред Франсуа Жозеф Массо (фр. Alfred-François-Joseph Massau; 12 сентября 1847, Вервье — 1940, там же) — бельгийский виолончелист и музыкальный педагог.
В 1867 году окончил Льежскую консерваторию по классу виолончели Леона Массара (1838—1907), затем также по классу контрабаса его отца Виктора Массара (1799—1883). Недолгое время играл в оркестре Гаврской оперы, затем преподавал в Маастрихте. Вернувшись в Льеж, учился в классе камерного ансамбля под руководством Жака Дюпюи, составив квартет с Овидом Мюзеном, Сезаром Томсоном и альтистом Артюром Гиде. В дальнейшем охотно выступал как ансамблист, в 1888 году основал в Вервье Общество любителей музыки (фр. Cercle musical d'Amateurs) — группу музыкантов-любителей для камерного музицирования.
Один из основателей (1873) и многолетний преподаватель (вплоть до 1920 года) Консерватории Вервье, где среди его учеников были, в частности, Жан Жерарди, Иван д’Аршамбо и Поль Кефер. Автор «Подготовительного курса игры на виолончели» (фр. Cours préparatoire de violoncelle). На репутации Массо как первоклассного педагога и его роли в формировании его ученика Жерарди подробно останавливается Бернард Шоу в музыкальной хронике 1892 года, вошедшей затем в книгу «Музыка в Лондоне» (1894). Массо известен также поддержкой, которую он оказывал юному Гийому Лекё, организуя вместе с Луи Кефером исполнение его произведений. В 1896 г. был ответственным за сбор денег на установку памятника Анри Вьётану в Вервье.